# Frank Fletcher
Frank Jack Fletcher (Marshalltown, 29 aprile 1885 – Bethesda, 25 aprile 1973) è stato un ammiraglio statunitense, attivo durante la seconda guerra mondiale.

## Biografia

### Primi anni e la Grande Guerra
Frank Jack Fletcher nacque il 29 aprile 1885 a Marshalltown nell'Iowa, nipote dell'ammiraglio Frank Friday Fletcher. Nel 1902 entrò all'accademia navale di Annapolis e si diplomò il 12 febbraio 1906, arrivando 21º in un corso di 116 allievi, tra i quali figuravano Robert Ghormley, Leigh Noise e Aubreey Fitch. Fu quindi assegnato a due anni di servizio in mare a bordo delle corazzate USS Maine, USS Ohio e USS Rhode Island. Il 13 febbraio 1908 ricevette il grado di ensign e fu trasferito prima sullo yacht USS Eagle, poi sull'USS Franklin. Nel novembre 1909 fu riassegnato al cacciatorpediniere USS Chauncey, parte della flotta di torpediniere distaccata dagli Stati Uniti nei propri possedimenti in Estremo Oriente, e nell'aprile 1910 assunse il comando del cacciatorpediniere USS Dale. Nel marzo 1912, sempre quale ufficiale comandante, passò nuovamente sul Chauncey ove rimase fino a dicembre, quando fu trasferito sulla corazzata USS Florida: con questa nave partecipò all'occupazione statunitense di Veracruz, grande porto messicano. Operò come aiutante dello zio e retroammiraglio Fletcher e per la condotta tenuta durante il comando del trasporto Esperanza, impiegato per l'evacuazione dei cittadini statunitensi, fu decorato con la Medal of Honor.
Nel luglio 1914 Fletcher fu promosso ad aiutante e ufficiale di bandiera del comandante in capo della Atlantic Fleet; in quegli stessi giorni iniziava in Europa la prima guerra mondiale. Tenne il posto per un anno, prima di tornare all'accademia di Annapolis per ricoprire un ufficio al dipartimento esecutivo.
A bordo della corazzata USS Kearsarge fino al settembre 1917 quale ufficiale d'artiglieria, quello stesso mese assunse il comando della USS Margaret, uno yacht requisito e trasformato in pattugliatore: ebbe ordine di fare rotta per l'Europa, poiché gli Stati Uniti erano entrati in guerra ad aprile a fianco delle potenze dell'Intesa. Nel gennaio 1918 passò al comando del cacciatorpediniere USS Allen; a maggio, promosso commander (grado quasi equivalente al capitano di fregata) divenne comandante del cacciatorpediniere USS Benham. Durante il servizio con questa seconda unità fu insignito della Navy Cross per il rischioso pattugliamento delle acque costiere europee e la scorta ai convogli che percorrevano le rotte atlantiche, insidiate dagli U-Boote della Kaiserliche Marine. Tornato in patria, dall'ottobre 1918 al febbraio 1919 prestò la propria consulenza per l'armamento del cacciatorpediniere USS Crane: nel frattempo, l'11 novembre 1918, la guerra era terminata con la sconfitta degli Imperi centrali.

### Gli anni venti e trenta
Mantenne per circa un mese il comando del cacciatorpediniere USS Gridley appena entrato in servizio, quindi ad aprile si spostò a Washington al Bureau of Navigation dove era stato promosso capo della Detail Section dipendente dalla divisione "Personale in servizio": ricoprì questo incarico fino al settembre 1922. Distaccato nuovamente alle Filippine, comandò in successione il cacciatorpediniere USS Whipple, la cannoniera USS Sacramento, la nave distillatrice USS Rainbow e la base di sommergibili a Cavite. Secondo una fonte, nel 1924 partecipò ad alcune azioni per soffocare un movimento ribelle filippino. Tornò in patria e dal marzo 1925 all'agosto 1927 fu a capo del cantiere della marina di Washington; negli anni seguenti fu nominato vice comandante della nave da battaglia USS Colorado.
Nel 1929 s'iscrisse al Naval War College di Newport e completò nel giugno 1930 il corso ufficiali; subito dopo entrò nell'Army War College e nel 1931 superò gli esami del corso ufficiali di questo istituto. Nominato capitano, in agosto fu promosso a capo di stato maggiore del comandante in capo della Flotta del Pacifico, posto che tenne fino alla tarda estate 1933 quando fu trasferito all'Ufficio del Capo Operazioni Navali; tuttavia già a novembre fu riassegnato quale aiutante al Segretario della marina, all'epoca l'onorevole Claude Augustus Swanson: l'incaricò durò fino al maggio 1936. A giugno Fletcher fu infatti promosso comandante della corazzata USS New Mexico, nave ammiraglia della 3ª Divisione da battaglia. Nel dicembre 1937 entrò a far parte del {Naval Examining Board} e nel giugno 1938 divenne vice capo del Bureau Of Navigation (prima sotto il retroammiraglio James Richardson, poi sotto il pari grado Chester Nimitz). Nel settembre 1939 fece ritorno alle forze di stanza dell'oceano Pacifico.

### La seconda guerra mondiale
Promosso a retroammiraglio nel novembre 1939, Fletcher assunse il comando della 3ª Divisione incrociatori, comprendente quattro obsoleti incrociatori leggeri. Negli anni seguenti comandò la 6ª Divisione incrociatori (composta da quattro incrociatori pesanti), poi l'intera Scouting Force ("forza di perlustrazione") di incrociatori e infine la 4ª Divisione incrociatori. Il 7 dicembre 1941, quando l'Impero giapponese lanciò l'attacco di Pearl Harbor per annientare la Flotta del Pacifico all'àncora e ottenere un immediato vantaggio sin dall'inizio della guerra nell'Estremo oriente e nel Pacifico, egli era a bordo dell'incrociatore pesante USS Minneapolis a sud di Oahu.

#### Wake e i raid nel Pacifico
Nei giorni immediatamente successivi all'attacco divenne comandante della Task force 14 comprendente la portaerei USS Saratoga, tre incrociatori pesanti, otto cacciatorpediniere e la nave appoggio idrovolanti USS Tangier carica di armi, munizioni e rifornimenti per la guarnigione dell'isola di Wake, che era stata attaccata in contemporanea a Pearl Harbor: la missione di soccorso non ebbe però successo perché Wake cadde il 23 dicembre e il comandante interinale della Flotta del Pacifico, ammiraglio William Pye, decise di richiamare la Task force 14.
Nel gennaio 1942 assunse il comando della Task force 17 con la portaerei USS Yorktown quale nave ammiraglia: scortò un convoglio navale alle Samoa e poi si unì alla Task force 8 centrata attorno alla portaerei USS Enterprise e al comando del viceammiraglio William Halsey. Egli condusse le due squadre in un rapido raid sulle isole Marshall in febbraio, ma l'incursione di Fletcher sulla parte meridionale dell'arcipelago fu complicata da pessime condizioni meteorologiche. La Task force 17 fece sosta a Pearl Harbor, quindi partì per il Pacifico meridionale e affiancò la Task force 11 del viceammiraglio Wilson Brown: il 10 marzo egli e Fletcher (suo sottoposto in questa occasione) collaborarono per colpire le forze giapponesi che erano sbarcate in Nuova Guinea. Fletcher rimase poi di pattuglia nel Mar dei Coralli per intercettare eventuali squadre giapponesi, ma poiché non ne giunse alcuna egli fece rotta a sud-ovest su Nouméa per rifornimento.

#### Il Mar dei Coralli e Midway
Il 10 aprile o il 19 aprile 1942 Fletcher fu promosso comandante della forza di incrociatori in seno alla Flotta del Pacifico.

### Dopo la guerra
Fletcher venne criticato dopo la guerra dall'ammiraglio e storico Samuel Eliot Morison per aver proceduto al rifornimento dei cacciatorpediniere in alto mare, perdendo tempo prezioso, e fu descritto come inadatto per comandare una portaerei in quanto non aveva il brevetto di aviatore; un'accusa pretestuosa, giacché né l'ammiraglio Husband Kimmel, né l'ammiraglio Chester Nimitz (comandanti in capo della Flotta del Pacifico prima e dopo Pearl Harbor) lo ritennero un requisito fondamentale per assumere il comando di forze aeronavali. Era comunque vero che Fletcher non aveva mai operato con una portaerei prima del dicembre 1941, tanto che pose le proprie insegne sull'incrociatore pesante USS Astoria e durante il viaggio verso Wake lasciò alcune volte indietro la Saratoga, oppure non volle adattare la rotta delle forze di scorta alle manovre della portaerei che cercava i venti predominanti per far decollare gli apparecchi.